# Jimmy Makulis
Dimitrios Makulis, más conocido como Jimmy Makulis (en griego: Τζίμης Μακούλης; Atenas, 12 de abril de 1935-ibídem, 28 de octubre de 2007), fue un cantante griego que gozó de mucha popularidad en los años 1950 y 1960 en los mercados de habla alemana. También ganó notoriedad por su participación en el Festival de la Canción de Eurovisión 1961, donde representó a Austria.

## Carrera
Makulis inició una exitosa carrera en su natal Grecia antes de trasladarse a Alemania a mediados de la década de 1950. En 1956, alcanzó a llegar al Top 5 con su sencillo «Auf Cuba sind die Mädchen braun». Su sencillo más exitoso fue «Gitarren klingen leise durch die Nacht» el que se posicionó en el puesto #4 en 1959, y continuó colocando sencillos en las listas de éxitos hasta 1964.

## Eurovisión 1961
En 1961, Makulis fue elegido internamente por la radiofusora austriaca ORF para representar a dicho país en el Festival de Eurovisión de ese año con la canción «Sehnsucht» («Anhelo»), celebrado el 18 de marzo en la ciudad de Cannes, Francia. En el certamen, sólo obtuvo 1 punto (otorgado por el Reino Unido) y se posicionó en el 15.º puesto junto a Bélgica. «Sehnsucht» es una de las pocas canciones de Eurovisión que jamás fueron grabadas por el artista que la interpretó.

## Después de Eurovisión
Makulis se trasladó hasta los Estados Unidos en 1965, y con el paso de los años, se radicó y realizó presentaciones en Las Vegas. En 1985, regresó a su natal Grecia y en 1990, formó parte de la selección nacional para representar a dicho país en el Festival de Eurovisión de ese años, finalizando en el 5.º lugar. Retornó a Alemania a comienzos de los años 1990.

## Muerte
Makulis falleció después de una cirugía de corazón en un hospital de Atenas, el 28 de octubre de 2007, a la edad de 72 años.

## Discografía

### Sencillos
(Sencillos más exitosos en los German Singles Chart)
- 1956: "Auf Cuba sind die Mädchen braun" (#5)
- 1959: "Gitarren klingen leise durch die Nacht" (#4)
- 1960: "Nachts in Rom" (#9)
- 1960: "Ein Boot, eine Mondnacht und du" (#36)
- 1961: "Sweetheart Guitar" (#10)
- 1962: "Ich habe im Leben nur dich" (#17)
- 1962: "Keiner weiß wohin" (#43)
- 1962: "Weil ich weiß, daß wir uns wiederseh'n" (#37)
- 1963: "Lebe wohl, du Blume von Tahiti" (#43)
- 1964: "Little Moonlight Love" (#38)